# Deficiență de vedere
Deficiența vederii este incapacitatea parțială sau totală a percepției vizuale. Pentru primul și cel de-al doilea caz, sunt adesea folosiți termenii „vedere scăzută” și, respectiv, „orbire”. În absența unui tratament, cum ar fi ochelari corectivi, dispozitive de asistență și tratament medical – deficiența de vedere poate cauza dificultăți individuale cu sarcini zilnice normale, inclusiv cititul și mersul pe jos. Pe lângă diferitele afecțiuni permanente, poate apărea o tulburare temporară a vederii, amaurosis fugax, care poate indica probleme medicale grave.